# Stade Juan Francisco Barraza
Le stade Juan Francisco Barraza est un stade multifonction du Salvador situé à San Miguel. Il tient son nom du joueur salvadorien Juan Francisco Barraza (en).